# Cascavel
Cascavel es un municipio brasileño ubicado en la región oeste del estado de Paraná, siendo el quinto más poblado del estado, con 371 768 habitantes, conforme datos del IBGE, publicados en junio de 2022. Se localiza a una latitud de 24º57'21" sur y a una longitud de 53º27'18" oeste, estando a una altitud de 781 metros sobre el nivel del mar. Se encuentra a 491 km de la ciudad de Curitiba, capital del estado. Posee una superficie de 2.091,401 km², es sede de la Región Metropolitana de Cascavel, capital regional del oeste de Paraná y un centro estratégico del Mercosur.
Considerablemente nueva y con topografía privilegiada, tuvo su desarrollo planeado, brindándole calles anchas y barrios bien distribuidos.

## Referencias

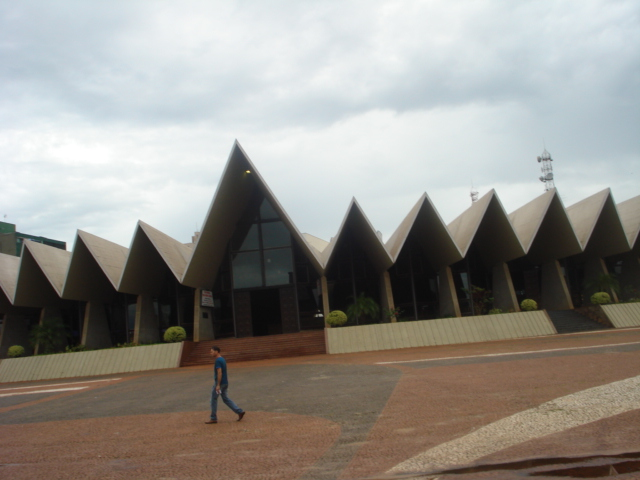

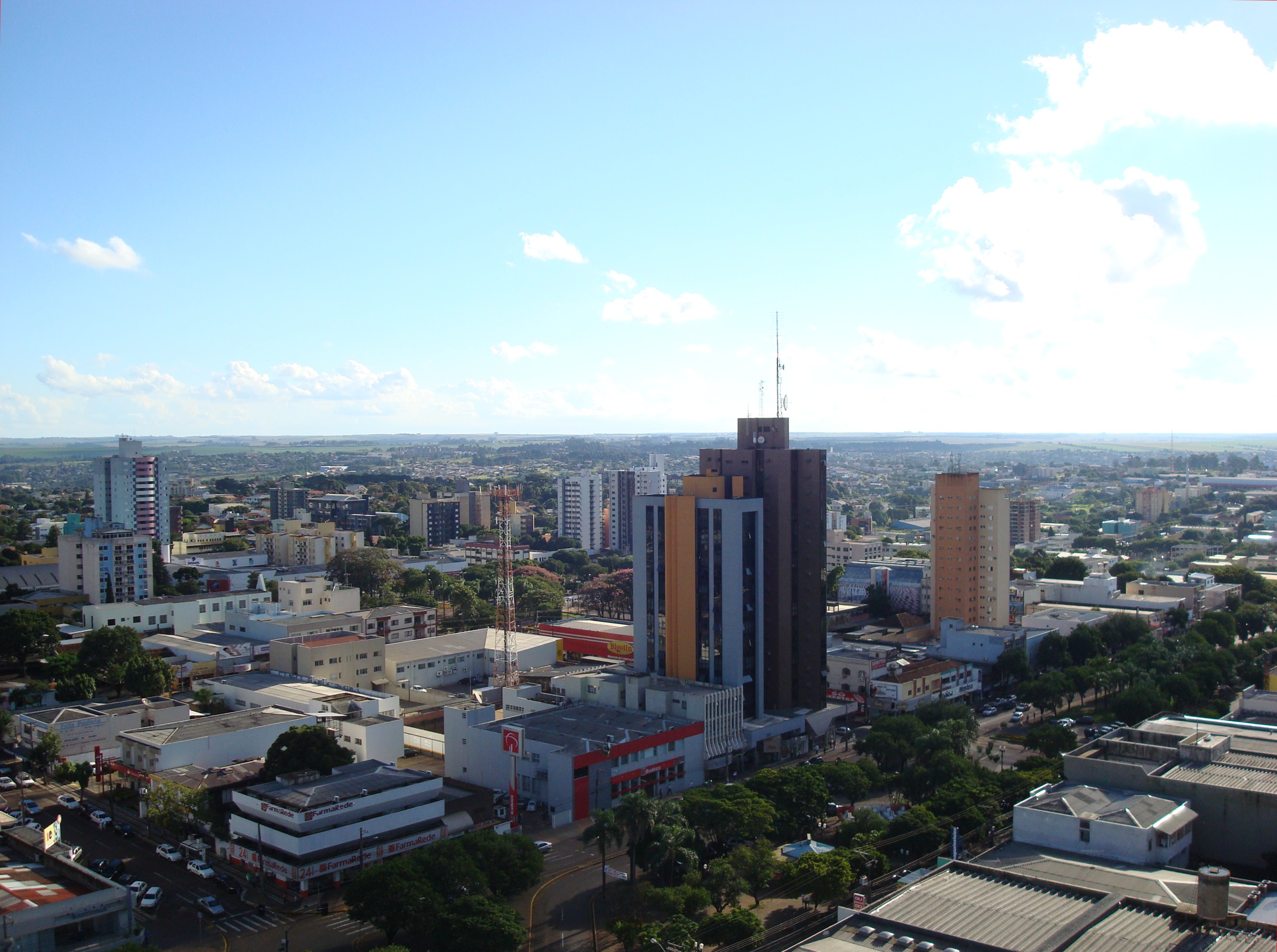